# Games Done Quick
Awesome Games Done Quick (AGDQ) и Summer Games Done Quick (SGDQ) — два ежегодных благотворительных марафона скоростного прохождения видеоигр, проходящие в Соединённых Штатах Америки.
Проводится под руководством сообществ Speed Demos Archive (англ.) и Speedruns Live. Первый марафон был проведён в январе 2010 года. Средства, собранные на марафонах, направляются в основном двум организациям: Фонду профилактики рака Prevent Cancer Foundation (англ.) и Врачи без границ.

## Формат
На мероприятии участники последовательно демонстрируют скоростное прохождение видеоигр. Показ осуществляется перед живой аудиторией с одновременной трансляцией через сервис Twitch. Формат прохождения может варьироваться: от завершения всех уровней игры до прохождения с завязанными глазами или соревнований между несколькими участниками. В программу Games Done Quick входят видеоигры различных эпох. Забеги сопровождаются комментариями участников или специалистов, а также чтением сообщений от спонсоров.
Большинство популярных забегов включает демонстрацию внутриигровых ошибок и диалог между участником и комментаторами с разъяснением применяемых методов. На этапах, не требующих активных действий или повторяющихся последовательностях, ведётся свободная беседа. Пожертвования зрителей содержат как юмористические сообщения с отсылками к спидраннинг-сообществу, так и обращения, касающиеся благотворительной организации. В связи с форматом прямой трансляции и широким охватом аудитории, участникам и комментаторам не рекомендуется использовать ненормативную лексику и проявлять неподобающее поведение.

## История
Первый благотворительный марафон, называвшийся Classic Games Done Quick, прошел в январе 2010 года. Благодаря ему смогли собрать 10,000 долларов для CARE (Cooperative for Assistance and Relief Everywhere). В 2011 году прошёл Awesome Games Done Quick, позволивший собрать 50,000 долларов для Prevent Cancer Foundation — благотворительной организации, занимающейся профилактикой рака. В этом же году, в августе, прошёл Summer Games Done Quick. Средства, полученные благодаря ему, были направлены Организации по исследованию аутизма (Organization for Autism Research).
После этого благотворительный марафон проводятся 2 раза в год: Awesome Games Done Quick (в январе) и Summer Games Done Quick (летом, обычно в июле). Лишь один раз традиция была нарушена. Так, в апреле 2011 года прошёл незапланированный марафон Japan Relief Done Quick, посвящённый сбору средств для помощи пострадавших при землетрясении в Японии.

## Список марафонов
| Мероприятие                   | Дата                   | Организация                         | Собранная сумма |
| ----------------------------- | ---------------------- | ----------------------------------- | --------------- |
| Classic Games Done Quick      | 1-3 января 2010        | CARE (relief agency)                | $10,531.64      |
| Awesome Games Done Quick 2011 | 6-11 января 2011       | Фонд профилактики рака              | $52,519.83      |
| Japan Relief Done Quick       | 7-10 апреля 2011       | Врачи без границ                    | $25,800.33      |
| Summer Games Done Quick 2011  | 4-6 августа 2011       | Организация по исследованию аутизма | $21,396.76      |
| Awesome Games Done Quick 2012 | 4-9 января 2012        | Фонд профилактики рака              | $149,044.99     |
| Summer Games Done Quick 2012  | 24-28 мая 2012         | Организация по исследованию аутизма | $46,278.99      |
| Awesome Games Done Quick 2013 | 6-12 января 2013       | Фонд профилактики рака              | $448,423.27     |
| Summer Games Done Quick 2013  | 25-30 июля 2013        | Врачи без границ                    | $257,181.07     |
| Awesome Games Done Quick 2014 | 5-11 января 2014       | Фонд профилактики рака              | $1,031,665.50   |
| Summer Games Done Quick 2014  | 22-28 июня 2014        | Врачи без границ                    | $718,235.07     |
| Awesome Games Done Quick 2015 | 4-10 января 2015       | Фонд профилактики рака              | $1,576,085.00   |
| Summer Games Done Quick 2015  | 26 июля-2 августа 2015 | Врачи без границ                    | $1,215,601.49   |
| Awesome Games Done Quick 2016 | 3-10 января 2016       | Фонд профилактики рака              | $1,216,304.02   |
| Summer Games Done Quick 2016  | 3-9 июля 2016          | Врачи без границ                    | $1,294,139.50   |
| Awesome Games Done Quick 2017 | 8-15 января 2017       | Фонд профилактики рака              | $2,222,790.52   |
| Summer Games Done Quick 2017  | 2-9 июля 2017          | Врачи без границ                    | $1,793,032.96   |
| Harvey Relief Done Quick      | 1-3 сентября 2017      | Houston Food Bank                   | $229,454.94     |
| Awesome Games Done Quick 2018 | 7-14 января 2018       | Фонд профилактики рака              | $2,295,033.66   |
| Summer Games Done Quick 2018  | 24 июня-1 июля 2018    | Врачи без границ                    | $2,168,913.51   |
| Awesome Games Done Quick 2019 | 6-13 января 2019       | Фонд профилактики рака              | $2,425,779.00   |
| Summer Games Done Quick 2019  | 23-30 июня 2019        | Врачи без границ                    | $3,039,596      |
| Awesome Games Done Quick 2020 | 5-12 января 2020       | Фонд профилактики рака              | $3,155,969      |